# Seznam slovenskih kartografov
Seznam slovenskih kartografov.

## A
- Daniel Artiček

## B
- Tomaž Banovec
- Valter Bohinec
- Zvonimir Bratun
- Aleš Breznikar
- Valentin Burnik
- Jože Brus
- Stanko Buser in Igor Buser

## C
- Giannantonio Capellaris (Giovanni Antonio Capellaris)
- Pietro Coppo

## Č
- Miroslav Črnivec ml. (1930-1997)
- (Ivan Čuček)

## D
- Oskar Delkin (1899–1968)
- Jani Demšar
- Slavoj Dimnik (1887–1932)
- Leon Drame
- Zmago Drole
- Marjana Duhovnik

## E
- Volbenk Inocenc Erberg

## F
- Vilko Finžgar (1910–1972)
- Janez Dizma Florjančič de Grienfeld (1691–okoli 1757)
- Peter Frantar (1975–)
- Henrik Freyer
- Jerneja Fridl (1966–)
- Johannes Frischauf

## H
- Baltazar Hacquet
- Anton Hanke (1840–1891)
- Ferdinand Avguštin Hallerstein (1703–1774)
- Avguštin Hirschvogel
- Marjeta Hočevar?

## G
- Primož Gašperič?
- Zvonimir Gorjup
- Marijan Govedič
- Marija (Mimi) Gregorič

## H
- Avguštin Hallerstein

## I
- Jurij Ivanetič

## J
- Marta Jakopič
- Milan Juvančič (1930–2011)
- Borut Juvanec (1944–)
- Ferdo Juvanec star. (1872–1941)

## K
- Igor Karničnik
- Emil Keržan
- Alojz Knafelc (1859–1937)
- Ivan Klobučarić
- Blaž Kocen (1821–1871)
- Ciril Metod Koch
- Branko Korošec
- Matjaž Kos
- Vili (Viljem) Kos (1927–)
- Peter Kozler (1824–1879)
- Klemen Kozmus Trajkovski (1975–)
- Ivan Krajnik (1857–1929)
- Marko Krevs
- Ernest Krulej (1888–1957)

## L
- Veronika Leskovšek (1963–)
- Božena Lipej?
- Igor Longyka (leksikografski)

## M
- Karel Marčič
- (Fran Marolt 1865-1945)
- Jože Maučec
- Vilko Mazi
- Jakob Medved
- Jana (Ivanka)? Mehle
- Jožef Mrak &Anton Mrak (1739-1801)
- Albert Muchar

## N
- Viktor Novak (1883–1950)

## O
- Edvard Orel (1877–1941) topograf
- Viktor (Avgust) Orel (pl.)
- Fran Orožen
- Franc Otujac

## P
- Dušan Peček
- Franc Pečnik /Jernej Pečnik?
- Borut Pegan Žvokelj
- Peter Pehani (spletni)
- Miroslav Peterca (1926-2006)
- Rajko Petrica
- Jože Pintar
- Jože Pirnat - Jozl
- France Planina (1901-1992)
- Dušan Petrovič
- Mišel Podgorski
- Alojz Podpečan
- Oton Polak (1917-2011)
- Jožef Tomaž Polenčič/Pollencig (1763-1823)
- Milan Prešeren (fitocenolog)
- Matjaž Puc (jamarski)
- Lojze Pungerčič

## R
- Dalibor Radovan
- Roman Rener
- Blaž Repe
- Mateja Rihtaršič??
- Boštjan Rogelj
- Branko Rojc (1941–)
- Martin Rojko (1924–)
- Jože Rotar

## S
- Iztok Sajko?
- Dušan Savnik (1919–1975)?
- Irena Schiffer
- Erwin Schneider
- Ivan Selan (1902–1981)
- Brane Sotošek (1927–1987)
- Franc Anton Steinberg
- Martin Stier (1630–?)
- Albin Stritar (1925–1988)
- Blaž Svetelj (1893–1944)
- Peter Svetik (1933–2011)

## Š
- Bojan Šavrič
- Peter Šivic (1936–2015)
- Renata Šolar
- Tatjana Šteblaj

## T
- M. Tomšič

## U
- Franc Ules (1932–2022)

## V
- Giovanni Valle
- Janez Vajkard Valvasor (1641–1693)
- Milan Verk (1910–1989)
- Georg Vischer
- Luigi Visintin
- Metka Vobovnik Avsenak
- Ciril Vojvoda (1933–)
- Manca Volk Bahun

## Z
- Matija Zorn?

## Ž
- Marko Žerovnik (1932–)
- Meta Žnidaršič